# João Baptista Brandão de Proença

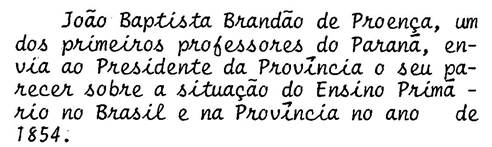
Epígrafe de O ensino primário em 1854, de João Baptista Brandão de Proença.

João Baptista Brandão de Proença foi um professor público de primeiras letras (Ensino Primário) de Curitiba entre as décadas de 1830 e 1860. Foi o autor do primeiro Hino do Paraná, quando da emancipação da província em 1853, e é tido por muitos autores como o principal educador entre as elites paranaenses de então.

## Biografia

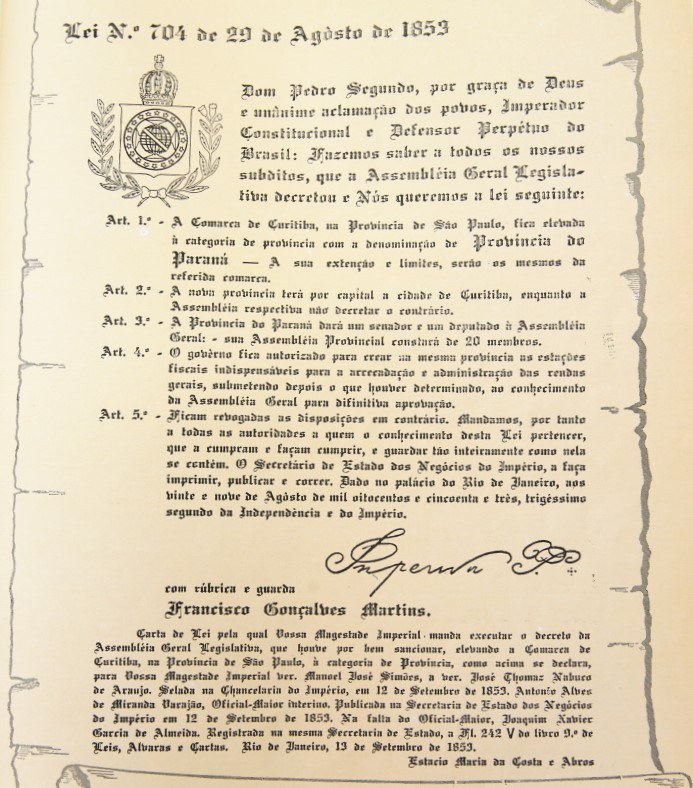
Original da Lei n.º 704, de 29 de agosto de 1853, que criou a Província do Paraná.

Professor de Ensino Primário na comarca de Curitiba, então parte da província de São Paulo, João Baptista Brandão de Proença ganhou notoriedade após a emancipação da região, pouco povoada na época, tornando-se o único professor público da capital e destacado intelectual local.
Sacristão da Igreja Matriz de Curitiba desde os 19 anos de idade, tornou-se funcionário público a partir da década de 1830, logo ingressando no magistério público local. A partir de 1848, pleiteou o cargo de vereador. Porém, destacou-se na política local como Juiz de Paz, atuando nas pequenas causas e no processo eleitoral sob ambos os partidos políticos do Império por mais de 50 anos. Foi um forte apoiador da monarquia brasileira e de Zacarias de Góis e Vasconcelos, primeiro presidente de província do Paraná.
Sua família foi formada por inúmeros docentes, entre lentes, professores normalistas e administradores de instituições educacionais.

## Hino do Paraná
Quando da emancipação da província do Paraná, em 1853, foi encarregado da elaboração do primeiro hino paranaense, conhecido à época como o Hino da Emancipação:
Raiou, oh pátria querida
O dia da separação
É província Curityba
Por vontade da nação [...]
Paraná é nova estrela
Do diadema imperial.
Nova província do Império, Nova filha de Cabral. [...]
Povo leal curitybano
Publicai vossa alegria
Festejando ao Presidente
Que o monarca nos envia.
Ao monarca brasileiro,
Aos poderes da Nação, Concordes agradecemos
Nossa emancipação
Foi o único hino paranaense durante todo o período imperial, sendo substituído, em 1893, por obra de Eugênio Nogueira. O hino atual do estado foi adotado em 1947.

## Docência

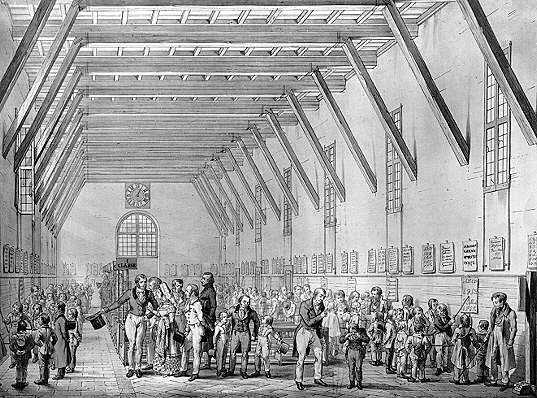
Ilustração a respeito do Método Lancaster (1860).

Nomeado docente pela Lei de 15 de outubro de 1827, Baptista Brandão começou a atuar no magistério a partir de 1835, se destacando na busca pelo reconhecimento dos professores públicos, em especial na questão da remuneração adequada desses profissionais. Foi um dos maiores defensores do chamado Método Lancaster (ou "Ensino Mútuo") na região, dirigindo petições a esse respeito à Câmara Municipal de Curitiba e à presidência da província. Segundo ofício seu de 1835:
Reitero as solicitações que tem dirigido ao Governo de S. Paulo, solicitando utensílios para sua aula, a fim de a pôr com o methodo Lancasteriano. [...] Em observancia ao Officio de Vª Exª datado em 18 de Novembro próximo passado, em que V. Exª me ordena declare os utencilios que he mister para por em execução a instrução pelo methodo Lancasteriano e em seu cumprimento declaro, que me é necessario cento e sincoenta Lousas, cem Traslados, sessenta Tinteiros e Areeiros, cento e sincoenta Lapis para escrever nas Lousas, oito semicírculos de ferro, desesseis bancos, uma Mesa, quanto aos bancos e Mesa se podem fasêr n’esta Villa, assim como oito Telégraphos e uma pedra para as diferentes lições em Arithmetica, e assim mais é necessário ser remetido Alphabetos e Livros de soletrar. Relativamente ao que se tem de fasêr nesta Villa, isto é bancos, Mesa, Telégraphos, e finalmente o arranjo da Aula, rogo que Vª Exª que providencie para que pela Colectoria d’esta mesma Villa ou por alguma outra repartição se me forneça os meios pecuniários para pagamento de semelhantes obras, e afim de se mo não obstar inconvenientes. Deos a Vª Exª guarde por muitos anos. Villa de Curytiba 14 de Dezembro de 1835.
Ilmo e Exmº Snrº Vice Presidente d’esta Provincia de S. Paulo
O Professor João Baptista Brandám de Proença
No mesmo período, foi autor do Compendio de Grammatica Portuguesa.

Sob o governo provincial de Zacarias de Góes e Vasconcelos, primeiro presidente da província, foi encarregado de elaborar o parecer intitulado O ensino primário em 1854, a respeito da situação material e financeira do ensino público na nova província. Segundo o professor:
A instrução primária garantida como está pela Constituição política do Imperio, tem-se constituído uma divida do Estado, e uma obrigação comum a todos os cidadãos.
No mesmo parecer, utilizava-se de exemplos de outros países para defender de forma enfática a obrigatoriedade do ensino, criticando o analfabetismo generalizado presente no país. Suas teses foram endossadas pela Assembleia Legislativa Provincial do Paraná, através da Lei n.º 17 de 14 de setembro de 1854 (obrigatoriedade do ensino) e da Lei n.º 21 de 02 de março de 1857 (ajuste salarial docente).